# Pseudanthessius aestheticus
Pseudanthessius aestheticus är en kräftdjursart som beskrevs av Stock, Humes och Gooding 1964. Pseudanthessius aestheticus ingår i släktet Pseudanthessius och familjen Pseudanthessiidae. Inga underarter finns listade i Catalogue of Life.